# روبرت ميخيا
روبرت ميخيا (بالإسبانية: Robert Mejía) هو لاعب كرة قدم كولومبي في مركز الوسط، ولد في 6 أكتوبر 2000 في Puerto Tejada, Cauca ‏ في كولومبيا. لعب مع أونس كالداس.

## وصلات خارجية
- روبرت ميخيا على موقع اتحاد تركيا (لاعب) (الإنجليزية)
- روبرت ميخيا على موقع قاعدة بيانات كرة القدم.إي يو (الإنجليزية)
- روبرت ميخيا على موقع Soccerway.com (الإنجليزية)
- روبرت ميخيا على موقع عالم كرة القدم.نت (الإنجليزية)